# Protocolo de Almá-Atá
El Protocolo de Almá-Atá fue la creación de las declaraciones y principios fundacionales de la Comunidad de Estados Independientes (CEI). Fue firmado el 21 de diciembre de 1991 por los presidentes de 11 de las 15 repúblicas de la Unión Soviética en Almá-Atá, capital de la hasta entonces República Socialista Soviética de Kazajistán, como parte de la disolución de la URSS.
Los presidentes de la RSFS de Rusia, RSS de Ucrania y RSS de Bielorrusia se reunieron para firmar el Tratado de Belavezha el 8 de diciembre de 1991 por el cual se declaró disuelta la Unión Soviética y se creó la CEI. 
El 21 del mismo mes Armenia, Azerbaiyán, Bielorrusia, Kazajistán, Kirguistán, Moldavia, Rusia, Tayikistán, Turkmenistán, Ucrania y Uzbekistán firmaron el Protocolo de Almá-Atá ingresando en la CEI. Este último tratado fue firmado por las 3 repúblicas firmantes del Tratado de Belavezha, así como las 8 ex-repúblicas adicionales. Estonia, Letonia, Lituania y Georgia fueron las únicas ex-repúblicas de la URSS que no participaron.
Sorprendentemente el protocolo permitió a la Federación de Rusia (antigua República Socialista Federativa Soviética de Rusia, RSFSR) asumir la membresía permanente de la Unión Soviética en la Organización de las Naciones Unidas, incluyendo su escaño permanente en el Consejo de Seguridad de las Naciones Unidas.